# Rašpor
Rašpor – wieś w Chorwacji, w żupanii istryjskiej, w gminie Lanišće. W 2011 roku liczyła 3 mieszkańców.